# Țesătură

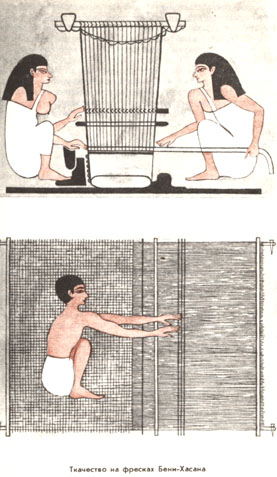
Țesătura în Egiptul antic

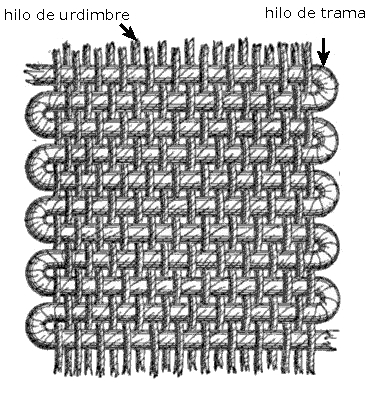
Țesătură

Țesătura este un produs textil în care două seturi distincte de fire sunt împletite pentru a forma o suprafață, pânză, cârpă, stofă, etc. Firele care se pun de-a lungul sunt numite fire de urzeală și firele care străbat dintr-o parte în alta sunt fire de bătătură sau de umplere.

## Istorie

### Europa medievală
În perioada medievală, fibra predominantă în Europa era lâna, urmată de in și de pânză de urzică pentru clasele inferioare. Bumbacul a fost introdus în Sicilia și Spania în secolul al IX-lea. Când Sicilia a fost cucerită de normanzi, aceștia au dus tehnologia în nordul Italiei și apoi în restul Europei. Producția de țesături de mătase a fost reintrodusă spre sfârșitul acestei perioade, iar tehnicile mai sofisticate de țesut din mătase au fost aplicate și la celelalte produse de bază.
Țesătorul lucra acasă și își comercializa pânza la târguri. Telesoarele cu greutate de urzeală erau obișnuite în Europa înainte de introducerea războaielor orizontale în secolele al X-lea și al XI-lea. Țesutul a devenit o meserie urbană și, pentru a-și reglementa comerțul, meșterii au solicitat înființarea unei bresle. Inițial, acestea erau bresle de negustori, dar s-au dezvoltat în bresle comerciale separate pentru fiecare meserie. Negustorul de țesături care era membru al breslei țesătorilor dintr-un oraș avea voie să vândă țesături; el acționa ca un intermediar între țesătorii meseriași și cumpărător. Breslele de meseriași controlau calitatea și pregătirea necesară înainte ca un meșteșugar să se poată numi țesător.
În secolul al XIII-lea, a avut loc o schimbare organizațională și a fost introdus un sistem de scoatere la mezat. Negustorul de țesături cumpăra lâna și o furniza țesătorului, care își vindea producția înapoi negustorului. Negustorul controla ratele de plată și domina din punct de vedere economic industria țesătorilor[53] Prosperitatea negustorilor se reflectă în orașele de lână din estul Angliei; Norwich, Bury St Edmunds și Lavenham sunt exemple bune. Lâna a fost o problemă politică Oferta de ață a limitat întotdeauna producția unui țesător. Cam în acea perioadă, metoda de filare cu fusul a fost înlocuită de roata mare și, la scurt timp, de roata de filat cu pedale. Telesorul a rămas același, dar cu un volum mai mare de ață, acesta putea fi operat în mod continuu.

### Revoluția industrială
Înainte de Revoluția Industrială, țesutul era un meșteșug manual, iar lâna era principalul produs de bază. În marile districte de lână a fost introdusă o formă de sistem de fabrică, dar în zonele înalte țesătorii lucrau de acasă, în sistem de punere în mișcare. Telesoarele din lemn din acea vreme puteau fi late sau înguste; cele late erau cele prea late pentru ca țesătorul să poată trece naveta prin magazie, astfel încât acesta avea nevoie de un asistent costisitor (adesea un ucenic). Acest lucru a încetat să mai fie necesar după ce John Kay a inventat naveta zburătoare în 1733. Naveta și bățul de cules au accelerat procesul de țesut. Astfel, a existat o lipsă de fir sau un surplus de capacitate de țesut. Deschiderea canalului Bridgewater în iunie 1761 a permis ca bumbacul să fie adus în Manchester, o zonă bogată în cursuri de apă cu debit rapid care puteau fi folosite pentru a acționa mașinile. Filatura a fost prima care a fost mecanizată (spinning jenny, spinning mule), iar acest lucru a dus la un număr nelimitat de fire pentru țesător.
Edmund Cartwright a propus pentru prima dată, în 1784, construirea unei mașini de țesut care să funcționeze în mod similar cu filatura de bumbac recent dezvoltată, atrăgând disprețul criticilor care spuneau că procesul de țesut era prea nuanțat pentru a fi automatizat. A construit o fabrică la Doncaster și a obținut o serie de brevete între 1785 și 1792. În 1788, fratele său, maiorul John Cartwight, a construit Revolution Mill la Retford (numită astfel pentru centenarul Revoluției Glorioase). În 1791, a acordat o licență pentru războiul său de țesut fraților Grimshaw din Manchester, dar moara lor din Knott Mill a ars în anul următor (probabil un caz de incendiere). Edmund Cartwight a primit o recompensă de 10.000 de lire sterline din partea Parlamentului pentru eforturile sale în 1809.

## Tipuri

### Țesători pe război de țesut manual
Țesutul la războiul de țesut manual era făcut de ambele sexe, dar bărbații erau mai numeroși decât femeile, parțial din cauza forței necesare pentru a bate. Ei lucrau de acasă, uneori într-o mansardă bine luminată. Femeile din casă filau firul de care aveau nevoie și se ocupau de finisaje. Mai târziu, femeile s-au apucat de țesut, își procurau ața de la filatură, și lucrau ca muncitoare din afară cu contract la bucată. Cu timpul, concurența din partea războaielor de țesut a dus la scăderea prețului la bucată, iar ele au trăit într-o sărăcie tot mai mare.

### Țesători la război de țesut
Lucrătorii de la războiul de țesut erau, de obicei, fete și femei tinere. Aveau siguranța unui program de lucru fix și, cu excepția perioadelor dificile, cum ar fi foametea de bumbac, aveau un venit regulat. Primeau un salariu și o primă pentru munca la bucată. Chiar și atunci când lucrau într-o moară combinată, țesătorii rămâneau uniți și se bucurau de o comunitate bine închegată. femeile se ocupau de obicei de cele patru mașini și păstrau războaiele unse și curate. Ele erau ajutate de "micii cortari ", copii cu un salariu fix care făceau comisioane și îndeplineau sarcini mărunte. Aceștia învățau meseria de țesător urmărindu-i. Adesea, ei erau angajați cu jumătate de normă, purtând o carte verde pe care profesorul și supraveghetorii o semnau pentru a confirma că au venit la moară dimineața și după-amiaza la școală. La paisprezece ani sau cam așa ceva, intrau cu normă întreagă în moară și începeau prin a împărți războiul de țesut cu un lucrător experimentat, unde era important să învețe repede, deoarece amândoi aveau de lucru la bucată. Problemele serioase cu războiul de țesut erau lăsate la latitudinea celui care le rezolva. Acesta era în mod inevitabil un bărbat, așa cum erau de obicei și supraveghetorii. Moara avea problemele sale de sănătate și siguranță, exista un motiv pentru care femeile își legau părul la spate cu eșarfe. Inhalarea prafului de bumbac provoca probleme pulmonare, iar zgomotul provoca pierderea totală a auzului. Țesătoarele făceau "miau-miau", deoarece o conversație normală era imposibilă. Țesătoarele obișnuiau să "sărute naveta", adică să sugă firul prin ochiul navetei. Acest lucru lăsa un gust neplăcut în gură din cauza uleiului, care era, de asemenea, cancerigen.

### Țesători de artizanat
A  fost o filozofie internațională de design care a luat naștere în Anglia și a înflorit între 1860 și 1910 (în special în a doua jumătate a acestei perioade), continuându-și influența până în anii 1930. Instigată de artistul și scriitorul William Morris (1834-1896) în anii 1860 și inspirată de scrierile lui John Ruskin (1819-1900), a avut cea mai veche și cea mai completă dezvoltare în insulele britanice, dar s-a răspândit în Europa și în America de Nord. A fost în mare parte o reacție împotriva mecanizării, iar filozofia pleda pentru meșteșugul tradițional, folosind forme simple și, adesea, stiluri decorative medievale, romantice sau populare. Țesutul manual era foarte apreciat și preluat ca artă decorativă.